# Municipio de Jackson (condado de Wood)
El municipio de Jackson (en inglés: Jackson Township) es un municipio ubicado en el condado de Wood en el estado estadounidense de Ohio. En el año 2010 tenía una población de 792 habitantes y una densidad poblacional de 8,39 personas por km².

## Geografía
El municipio de Jackson se encuentra ubicado en las coordenadas 41°13′8″N 83°49′32″O / 41.21889, -83.82556. Según la Oficina del Censo de los Estados Unidos, el municipio tiene una superficie total de 94.38 km², de la cual 94,35 km² corresponden a tierra firme y (0,03 %) 0,03 km² es agua.

## Demografía
Según el censo de 2010, había 792 personas residiendo en el municipio de Jackson. La densidad de población era de 8,39 hab./km². De los 792 habitantes, el municipio de Jackson estaba compuesto por el 93,56 % blancos, el 0,51 % eran afroamericanos, el 0,63 % eran amerindios, el 1,14 % eran asiáticos, el 2,15 % eran de otras razas y el 2,02 % eran de una mezcla de razas. Del total de la población el 6,82 % eran hispanos o latinos de cualquier raza.